# Alexandra Troussova
Alexandra Viatcheslavovna Trusova (en anglais : Alexandra Vyacheslavovna Trusova ; en russe : Александра Вячеславовна Трусова ; épouse Ignatova en 2024) est une patineuse artistique russe née le 23 juin 2004 à Riazan. Elle a remporté la médaille de bronze au championnat du monde 2021, et la médaille d’argent aux Jeux olympiques d'hiver de 2022 derrière sa compatriote Anna Chtcherbakova.
Elle est également médaillée de bronze à la finale du Grand Prix 2019-2020 et au championnat d'Europe 2020. Dans ses années juniors, elle a remporté deux championnats du monde juniors consécutifs (en 2018 et 2019).
Alexandra Trusova est la première femme à avoir réalisé un quadruple boucle piqué (toe loop), un quadruple lutz et un quadruple flip. Elle a aussi le score le plus élevé pour un programme libre avec une note de 166,62.
Elle faisait partie de l’équipe de l'entraîneuse Eteri Tutberidze. Début mai 2020, elle a rejoint l’académie de l'ancien patineur russe, double champion olympique Evgeni Plushenko.
Lors des tests nationaux de septembre 2021 en Russie, elle est la première femme de l'histoire à réaliser 5 quadruples (4F, 4S, 4T, 4Lz, 4Lz + 3T) dans un programme libre.

## Biographie
Alexandra Trusova commence le patinage artistique en 2008, à 4 ans, à Riazan. À 9 ans, en raison du travail de son père, elle déménage avec sa famille à Moscou. Entre 2016 et mai 2020, elle fait partie de l’équipe de l'entraîneuse Eteri Tutberidze.

### Saison 2016-2017
En février 2017, elle se classe 4e à son premier championnat de Russie junior avec 194,60 points.

### Saison 2017-2018
Dans la seconde moitié de 2017, Alexandra Trusova fait ses débuts internationaux en participant à la série du Grand Prix Junior de l'ISU. Elle remporte l'étape australienne en août avec 197,69 points et l'étape biélorusse en septembre avec 196,32 et se qualifie pour la finale à Nagoya en décembre. À la finale du JGP, elle totalise 205,61 points et gagne avec un point d'écart sur sa coéquipière Aliona Kostornaïa.
À la fin de janvier 2018, elle remporte le championnat de Russie junior avec 212,09 points. Aliona Kostornaïa est deuxième avec 211,51 points, et Stanislava Konstantinova troisième avec 206,27.

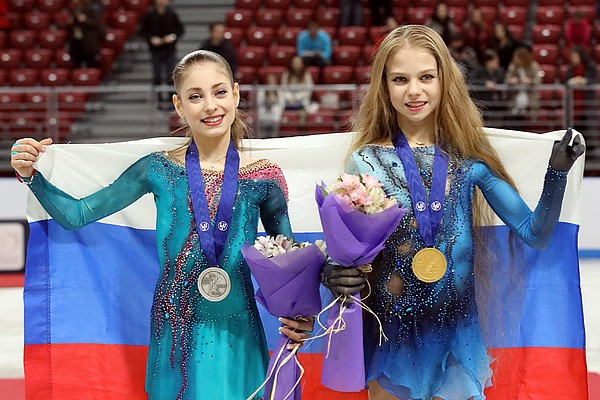
Kostornaïa (à gauche) et Trusova aux Championnats du monde juniors 2018.

En mars 2018, elle participe à ses premiers championnats du monde juniors. Lors de son programme libre, elle devient la première patineuse de l’histoire à effectuer deux quadruples sauts différents dans un seul programme. Elle remporte le championnat avec un total de 225,52 points,,. Aliona Kostornaïa gagne l'argent avec 207,39 points, et la Japonaise Mako Yamashita le bronze avec 195,17.

### Saison 2018-2019
En septembre 2018, lors de son programme libre à l'étape du Grand Prix Junior en Lituanie, elle devient la première patineuse au monde à réussir un quadruple lutz en compétition,. En remportant les étapes en Lituanie en septembre et en Arménie en octobre, elle, une fois de plus, se qualifie pour la finale du Grand Prix Junior, début décembre à Vancouver. Dans la finale, elle totalise 215,20 points et gagne la médaille d'argent derrière Aliona Kostornaïa avec 217,98.
Fin décembre 2018, à l'âge de 14 ans, elle participe à son premier championnat de Russie senior (adulte) et remporte l'argent avec 229,71 points. Sa coéquipière Anna Chtcherbakova décroche l'or en totalisant 229,78 points, soit sept centièmes seulement de plus que Trusova, et Aliona Kostornaïa gagne le bronze avec 226,54 points.
Début février 2019, Trusova remporte son deuxième championnat de Russie junior. Elle totalise 233,99 points. Aliona Kostornaïa est deuxième avec 230,79 points, et Anna Chtcherbakova troisième avec 223,97.

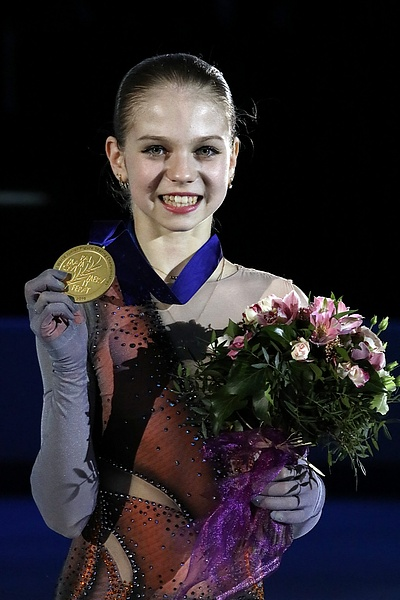
Trusova aux championnats du monde juniors 2019.

En mars 2019, elle remporte ses deuxièmes championnats du monde juniors. Anna Chtcherbakova gagne l'argent avec 219,94 points, et l'Américaine Ting Cui le bronze avec 194,41.

### Saison 2019-2020

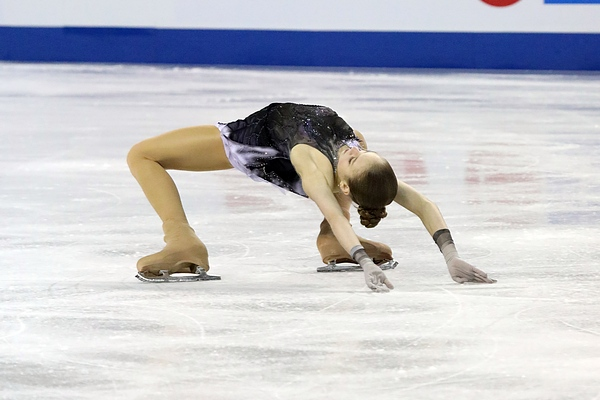
Trusova pendant le programme court du Skate Canada 2019.

Depuis la saison 2019-2020, la jeune patineuse participe à des compétitions internationales seniors (adultes)[source secondaire souhaitée].
Elle commence la saison en septembre par une victoire (avec 238,69 points) au Trophée Ondrej Nepela, où elle arrive première au programme court et première au programme libre. La Japonaise Kaori Sakamoto prend la deuxième place avec 194,42 points, et la Sud-Coréenne Kim Ha-nul la troisième place avec 182,50 points.
Le 5 octobre 2019, elle fait ses débuts à la compétition par équipes Japan Open[source secondaire souhaitée].
Fin octobre, au Skate Canada à Kelowna, elle fait ses débuts à la série Grand Prix ISU senior (adulte). Elle remporte cette étape du Grand Prix avec 241,02 points, puis la Coupe de Russie en novembre avec 234,47 points et se qualifie pour la finale du Grand Prix à Turin en décembre. À Turin, elle totalise 233,18 points et remporte la médaille de bronze. Aliona Kostornaïa prend la première place avec 247,59 points, et Anna Chtcherbakova la deuxième avec 240,92 points.
Fin décembre, elle remporte le bronze du championnat de Russie avec 226,34 points, derrière Anna Chtcherbakova avec 261,87 et Aliona Kostornaïa avec 259,83.
En janvier 2019, elle participe à son premier championnat d'Europe et remporte le bronze avec 225,34 points (derrière Aliona Kostornaïa avec 240,81 et Anna Chtcherbakova avec 237,76 points).
Elle devait participer au championnat du monde senior (adulte) prévu du 16 au 22 mars à Montréal, mais cette année-là, le championnat a été reporté en raison de la pandémie de Covid-19, puis annulé.
Le 6 mai 2020, Alexandra Trusova annonce qu'elle change d'entraîneur et qu'elle quitte Eteri Tutberidze, pour l'ancien double champion olympique, Evgeni Plushenko.

### Saison 2020-2021
En décembre 2020, elle remporte le bronze du championnat de Russie avec un total de 246,37 points, derrière Anna Chtcherbakova avec 264,10 points et Kamila Valieva avec 254,01.
En mars 2021, à 16 ans, elle participe à son premier championnat du monde sénior et gagne la médaille de bronze, derrière Anna Chtcherbakova et Elizaveta Tuktamysheva. Après le programme court, elle n'est que 12e, mais se hisse à la 3e place finale avec un programme libre, dans lequel elle ose cinq sauts quadruples en série, dont deux en combinaison. Elle a réussi trois quads : un quadruple flip, un quadruple lutz (en combinaison avec une triple boucle piqué) et un quadruple boucle piqué (en combinaison avec un euler et un triple salchow).

### Saison 2021-2022
Au bout d'une année de contrat avec Evgeni Plushenko, elle retourne dans l'équipe de son entraîneur d'origine Eteri Tutberidze, aux côtés d'Anna Chtcherbakova (championne du monde 2021), Kamila Valieva (record du monde junior au championnat du monde junior 2020) et Aliona Kostornaïa (record du monde senior au grand prix final 2019).
Lors du Russian Test Skate 2021-2022, qui permet aux patineurs russes de présenter leur nouveau programme et éclaire la fédération de Russie sur la sélection des 3 athlètes pour les championnats d’Europe, Jeux olympiques et championnat du monde 2022, Alexandra réussit pour la première fois un programme libre sans faute avec 5 quads exécutés les bras en l'air. Les sauts exécutés sont un quad flip, un quad salchow, un double axel en combinaison avec un triple boucle piqué et un quad boucle piqué en 1re partie et 2 quad lutz dont un en combinaison avec un triple boucle piqué et un triple lutz en combinaison avec un triple salchow en 2e partie, ce qui la place techniquement au niveau du record du monde masculin.
Aux Championnats d'Europe de patinage artistique 2022 à Tallinn, elle remporte la médaille de bronze derrière Kamila Valieva et Anna Chtcherbakova.
Lors des Jeux olympiques d’hiver 2022, Alexandra remporte la médaille d’argent grâce à un programme libre qui a totalisé un score de 177,13 points. Elle est la première et seule femme de l’histoire du patinage artistique à avoir réalisé 5 quadruples sauts lors d’un seul et même programme aux Jeux olympiques. Frustrée de ne pas remporter la médaille d'or malgré cet exploit sportif, Trusova termine en pleurs et déclare : "Je déteste ce sport, je ne patinerai plus". Lors de la conférence de presse qui suivit, elle déclara avoir pleuré car cela faisait plusieurs semaines qu'elle était seule sans sa mère et son chien, et qu'elle n'arrêtait donc pas le patinage.

## Palmarès

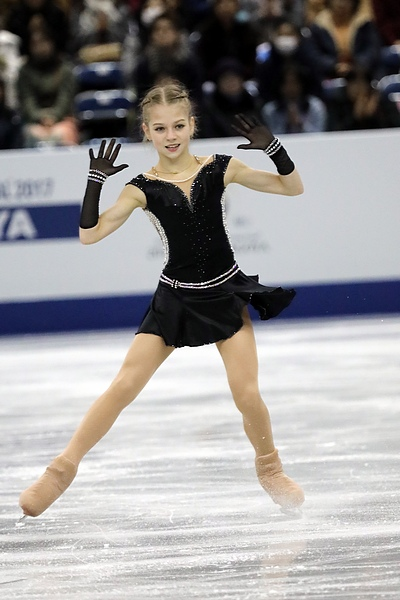
Trusova pendant le programme court de la finale du JGP 2017/18.

| Compétition | 2018    | 2019    | 2020    | 2021    | 2022    | 2023    |  |  |  |  |  |  |  |  |
| Jeux olympiques d'hiver |         |         |         |         | 2e      |         |  |  |  |  |  |  |  |  |
| Championnats du monde |         |         | CA      | 3e      | CI      | CI      |  |  |  |  |  |  |  |  |
| Championnats d’Europe |         |         | 3e      | CA      | 2e      | CI      |  |  |  |  |  |  |  |  |
| Championnats de Russie |         | 2e      | 3e      | 3e      | 1re     | F       |  |  |  |  |  |  |  |  |
| Championnats du monde juniors | 1re     | 1re     |         | CA      | CI      | CI      |  |  |  |  |  |  |  |  |
| |         |         |         |         |         |         |  |  |  |  |  |  |  |  |
| Grand Prix ISU | 2017/18 | 2018/19 | 2019/20 | 2020/21 | 2021/22 | 2022/23 |  |  |  |  |  |  |  |  |
| Finale du Grand Prix |         |         | 3e      | CA      | CA      | CI      |  |  |  |  |  |  |  |  |
| Skate America |         |         |         |         | 1re     | CI      |  |  |  |  |  |  |  |  |
| Skate Canada |         |         | 1re     | CA      |         | CI      |  |  |  |  |  |  |  |  |
| Coupe de Russie |         |         | 1re     | 4e      |         | CI      |  |  |  |  |  |  |  |  |
| Trophée NHK |         |         |         |         | F       | CI      |  |  |  |  |  |  |  |  |
| Légende : F = Forfait ; CA = Compétitions annulées à cause de la pandémie de Covid-19 ; CI = Compétitions interdites aux athlètes russes |         |         |         |         |         |         |  |  |  |  |  |  |  |  |